# Aldo Balducci
Aldo Balducci (Roma, 12 luglio 1910 – ...) è stato un rugbista a 15 italiano, giocatore per S.S. Lazio e A.S. Roma ed azzurro nº 3 internazionale per l'Italia.

## Biografia
Balducci fece parte della formazione della S.S. Lazio Rugby della prima ora, disputando con essa il primo campionato italiano di rugby, la Divisione Nazionale 1928-29, approdando e cedendo nelle finali scudetto all'Ambrosiana di Milano.
Già selezionato nella squadra nazionale che a Parigi affrontò e batté una selezione nazionale francese nella prima vittoria italiana internazionale all'estero, il 20 maggio 1929, allo stadio de Montjuïc di Barcellona, esordì con l'Italia a livello internazionale nel primo test match ufficiale nella storia della nazionale italiana contro la Spagna. Davanti ai Reali iberici e circa 50000 spettatori accorsi per assistere alla prima storica partita per entrambe le rappresentative nazionali, l'Italia cedette per 9-0 agli spagnoli.
Scioltasi la sezione rugbistica della S.S. Lazio, durante la Divisione Nazionale 1929-30 Balducci giocò con la neonata formazione dell'A.S. Roma terminando il campionato in 2ª posizione nel girone finale, alle spalle dall'Amatori Milano campione d'Italia.
Dopo due stagioni di inattività sportiva, nel novembre 1932 tornò a praticare l'attività agonistica tra le file dell'Appio Metronio nel Torneo Federale, il campionato regionale del Lazio.
Venne più volte selezionato nella Rappresentativa laziale per disputare amichevoli ed incontri di propaganda contro altre selezioni regionali e territoriali italiane.